# 大明神村
大明神村（だいみょうじんむら）は、かつて岐阜県安八郡に存在した村である。
現在の安八郡安八町大明神に該当する。

## 歴史
- 1889年（明治22年）4月1日 - 町村制により、大明神村が発足。
- 1897年（明治30年）4月1日 - 氷取村、中須村、大野村、南今ヶ淵村、善光村、森部村、南条村、大森村、北今ヶ淵村、中村と合併し、名森村が発足。同日大明神村廃止。